# Hal (película)
Hal (ハル Haru?) es una película de animación japonesa del año 2013 realizada por Wit Studio. Su director es Ryoutarou Makihara, la autora del manga es Io Sakisaka (creadora de los mangas Strobe Edge y Ao Haru Ride). Izumi Kizara trata los guiones, que son originales, es decir, no hay ningún otro material del cual estén basados.
Con respecto a la animación de los personajes de esta película se encuentra en su dirección Katsuhiko Kitada y como director de arte visual está Asami Kiyokawa. El musicólogo de las canciones que aparecen es Michiru Oshima, compositor también de la música de obras como Fullmetal Alchemist, Beck o Zetsuen no Tempest. El director de sonido es Shoji Hata. La película se compone de muchos más directores de animación como Hitomi Hasegawa, Hirotaka Kato y Atsuko Nozaki.

## Sinopsis
La película comienza con un accidente de avión, en el que Hal (Haru en japonés), la pareja de Kurumi, muere. Ésta es incapaz de seguir viviendo y de darle sentido a la vida tras la muerte de la persona que más amaba, por eso se solicita una réplica robótica de Hal (Q01) para que Kurumi se recupere. Sin embargo, el robot no comprende los sentimientos de Kurumi y ella tampoco muestra interés por acercarse a la réplica de Hal, aunque las fronteras entre ambos se van destruyendo en el transcurso de la película.

## Casting
| Personaje | Seiyu (Doblador) |  |
| --------- | ---------------- |  |
| Hal       | Yoshimasa Hosoya |  |
| Kurumi    | Yōko Hikasa      |  |
| Ryu       | Mamoru Miyano    |  |
| Aranami   | Shinpachi Tsuji  |  |
| Tokio     | Tamio Ōki        |  |
| Tsukiko   | Ako Mayama       |  |
| Erika     | U-ko Tachibana   |  |
| Rumiko    | Yonohikari       |  |
| Mami      | Shōko Tsuda      |  |
| Nepalese  | Ikki             |  |